# John Bromwich
John Edward Bromwich (14. listopadu 1918 Sydney – 21. října 1999 Geelong) byl australský tenista. Dvakrát vyhrál dvouhru na domácím australském grandslamu, v letech 1939 a 1946. Pětkrát byl v Melbourne poraženým finalistou. V roce 1948 hrál i finále Wimbledonu, v němž podlehl Američanovi Bobovi Falkenburgovi. Jeho nejlepším výsledkem na US Open bylo semifinále, v Paříži startoval jedinkrát a probil se do čtvrtfinále. Mimořádných úspěchů dosáhl ve čtyřhře. Mužskou čtyřhru v Melbourne vyhrál osmkrát (1938, 1939, 1940, 1946, 1947, 1948, 1949, 1950), v New Yorku triumfoval třikrát (1939, 1949, 1950) a v Londýně dvakrát (1948, 1950). Desetkrát mu stál po boku Adrian Quist, dvakrát Frank Sedgman, jednou Bill Sidwell. Také ve smíšené čtyřhře vyhrál jak Austrálii (1938), tak Wimbledon (1947, 1948) i US Open (1947). Třikrát byla jeho partnerkou Louise Broughová, jednou Margaret Wilsonová. S australskou reprezentací vyhrál Davisův pohár v letech 1939 a 1950, jeho bilance v této soutěži byla 39 výher a 12 proher. V roce 1984 byl uveden do Mezinárodní tenisové síně slávy.